# Кудьма (посёлок)
Ку́дьма — посёлок в составе городского округа г. Нижнего Новгорода. 
Входит в Новинский сельсовет, относящийся к городу областного значения Нижний Новгород
Посёлок находится близ одноименной реки.

## Этимология
Название складывается из эрзянского слова кудо — «дом», «жилище» и финно-угорского топоформанта «-ма» — «земля», «территория», «край», широко распространённого в Поволжье и Нижегородской области в частности. По территории Богородского района Нижегородской области также протекает река с аналогичным названием. Таким образом название Кудьма указывает на то, что территория по берегам реки и на ближайших землях была значительно заселена эрзянами и другими финно-угорскими народами ещё до начала освоения этих земель русским населением. А. К. Матвеев связывает корень «куд-» с мерянским словом с тем же значением «дом». В пользу финно-угорской теории происхождения названия говорит и то, что аналогичное по звучанию и смыслу слово есть в вепсском языке — kodima. В Петрозаводске Республики Карелия выпускается газета Kodima на вепсском языке. Кроме того, Кудьма — река на севере Архангельской области России — место исторического проживания финно-угорских народов.

## Население
| 1999 | 2002  | 2010  |
| ---- | ----- | ----- |
| 2559 | ↘2457 | ↘2421 |

## История
28 февраля 2021 года в Кудьме подсобным рабочим Шомастоном Темировым вместе с сообщниками были убиты четверо человек.
Транспорт:
В посёлке есть одноимённая железнодорожная станция «Кудьма», конечная на ветке - «Мыза - Окская».